# Gran Premio de Francia de Motociclismo de 1966
El Gran Premio de Francia de Motociclismo de 1966 fue la tercera prueba de la temporada 1966 del Campeonato Mundial de Motociclismo. El Gran Premio se disputó el 29 de mayo de 1966 en el Circuito Clermont Ferrand.

## Resultados 350cc
En 350 c.c., Mike Hailwood no tuvo mças oposición que la de Giacomo Agostini con MV Agusta, pero finalmente el italiano acabó por detrás con 20 segundos. Jim Redman incluso llegó 2 minutos y 46 segundos y tuvo problemas para mantener Tarquinio Provini detrás de él, pero falló después de dos vueltas.
| Pos. | Piloto              | Moto        | Tiempo       | Pts. |
| ---- | ------------------- | ----------- | ------------ | ---- |
| 1    | Mike Hailwood       | Honda       | 1h 15' 42" 9 | 8    |
| 2    | Giacomo Agostini    | MV Agusta   | +19" 3       | 6    |
| 3    | Jim Redman          | Honda       | +2' 45" 6    | 4    |
| 4    | Gilberto Milani     | Aermacchi   | +1 Vuelta    | 3    |
| 5    | Renzo Pasolini      | Aermacchi   | +1 Vuelta    | 2    |
| 6    | Bruce Beale         | Honda       | +1 Vuelta    | 1    |
| 7    | Malcolm Stanton     | Norton      | +2 Vueltas   |      |
| 8    | Jacques Roca        | Ducati      | +2 Vueltas   |      |
| 9    | Ron Wilson          | Norton      | +2 Vueltas   |      |
| 10   | Gøsta Jensen        | Honda       | +3 Vueltas   |      |
| Ret  | Tarquinio Provini   | Benelli     | Ret          |      |
| Ret  | Pierre James        | Manx Norton | Ret          |      |
| Ret  | Jean-Claude Costeux | Aermacchi   | Ret          |      |
| Ret  | Philippe Grandjean  | Honda       | Ret          |      |
| Ret  | Georges Comy        | Aermacchi   | Ret          |      |
|      | Fuente:             |             |              |      |

## Resultados 250cc
Mike Hailwood ganó ambas clases en solitario. La primera de ellas llegó en 250cc. Jim Redman ocupó el segundo lugar a 46 segundos de distancia. Phil Read llegó en tercer lugar a 1 minuto y 21 segundos, el último piloto que no estaba doblado.
| Pos. | Piloto                | Moto        | Tiempo       | Pts. |
| ---- | --------------------- | ----------- | ------------ | ---- |
| 1    | Mike Hailwood         | Honda       | 1h 07' 51" 4 | 8    |
| 2    | Jim Redman            | Honda       | +45" 8       | 6    |
| 3    | Phil Read             | Yamaha      | +1' 22" 3    | 4    |
| 4    | Derek Woodman         | MZ          | +1 vuelta    | 3    |
| 5    | Heinz Rosner          | MZ          | +1 vuelta    | 2    |
| 6    | Daniel Lhéraud        | Yamaha      | +1 vuelta    | 1    |
| 7    | Gilberto Milani       | Aermacchi   | +2 vueltas   |      |
| 8    | Claude Vigreux        | Moto Morini | +2 vueltas   |      |
| 9    | Jacques Roca          | Bultaco     | +2 vueltas   |      |
| 10   | Renzo Pasolini        | Aermacchi   | +3 vueltas   |      |
| Ret  | Patrick Depailler     | Bultaco     | Ret          |      |
| Ret  | André Fargeix         | DKM         | Ret          |      |
| Ret  | Jean-Claude Costeux   | Aermacchi   | Ret          |      |
| Ret  | Pierre Viura          | Ducati      | Ret          |      |
| Ret  | Jean-François Chaffin | Bultaco     | Ret          |      |
| Ret  | Paolo Campanelli      | Aermacchi   | Ret          |      |
| Ret  | Marcel Morel          | Bultaco     | Ret          |      |
| Ret  | Antoine Paba          | Paton       | Ret          |      |
| Ret  | Bill Ivy              | Yamaha      | Ret          |      |
| Ret  | Bruce Beale           | Honda       | Ret          |      |